# Sân vận động Al Janoub
Sân vận động Al-Janoub, trước đây gọi là Sân vận động Al-Wakrah (tiếng Ả Rập: ملعب الجنوب), là một sân vận động bóng đá ở Al Wakrah, Qatar, được khánh thành vào ngày 16 tháng 5 năm 2019. Đây là sân vận động thứ hai trong số tám sân vận động cho giải vô địch bóng đá thế giới 2022 tại Qatar, sau khi cải tạo Sân vận động Quốc tế Khalifa. Sân được thiết kế bởi kiến trúc sư người Anh gốc Iraq Zaha Hadid cùng với công ty AECOM.
Sân vận động có thiết kế theo trường phái hậu hiện đại và tân tương lai. Hình dáng của mái che được lấy cảm hứng từ cánh buồm của những chiếc thuyền Dhow truyền thống, được sử dụng bởi những người thợ lặn ngọc trai trong khu vực, len lỏi qua các dòng chảy của Vịnh Ba Tư.
Đây sẽ là sân nhà chính thức của câu lạc bộ bóng đá Al-Wakrah SC, nơi các trận đấu của Giải bóng đá vô địch quốc gia Qatar sẽ được tổ chức. Sức chứa của sân vận động là 40.000 chỗ ngồi, dự kiến sẽ giảm một nửa xuống còn 20.000 chỗ ngồi sau World Cup.

## Cơ sở hạ tầng
Khu liên hợp thể thao bao gồm phòng đa năng, có hồ bơi, spa và trung tâm mua sắm với mái nhà xanh. Lối vào sân vận động sẽ nằm trên một quảng trường nhiều cây cối.
Một trường học, hội trường đám cưới, đi xe đạp, cưỡi ngựa và chạy lòng chảo, nhà hàng, chợ và phòng tập thể dục trong vùng lân cận được lên kế hoạch xây dựng để đi cùng với sân vận động Al Janoub.

## Đề xuất cải tạo
Sau khi giải vô địch bóng đá thế giới 2022, sân vận động Al Wakrah sẽ trở thành sân nhà của Câu lạc bộ thể thao Al-Wakrah, thay vì sân vận động Saoud bin Abdulrahman hiện tại sau khi giảm một nửa sức chứa chỗ ngồi và sẽ được sử dụng cho các trận đấu của Qatar Stars League. Ủy ban tối cao về giao hàng & di sản Qatar đã tuyên bố rằng một nửa số ghế còn lại của sân vận động sẽ được tặng cho các nước đang phát triển cần cơ sở hạ tầng thể thao.

## Sự kiện thể thao

### World Cup 2022
Sân vận động Al Janoub được tổ chức 7 trận đấu tại World Cup 2022, bao gồm 6 trận đấu ở vòng bảng và 1 trận ở vòng 16 đội.
| Ngày                 | Giờ   | Đội      | Kết quả         | Đội      | Vòng        | Khán giả |
| -------------------- | ----- | -------- | --------------- | -------- | ----------- | -------- |
| 22 tháng 11 năm 2022 | 22:00 | Pháp     | 4 - 1           | Úc       | Bảng D      | 40.875   |
| 24 tháng 11 năm 2022 | 13:00 | Thụy Sĩ  | 1 - 0           | Cameroon | Bảng G      | 39.089   |
| 26 tháng 11 năm 2022 | 13:00 | Tunisia  | 0 - 1           | Úc       | Bảng D      | 41.823   |
| 28 tháng 11 năm 2022 | 13:00 | Cameroon | 3 - 3           | Serbia   | Bảng G      | 39.789   |
| 30 tháng 11 năm 2022 | 18:00 | Úc       | 1 - 0           | Đan Mạch | Bảng D      | 41.232   |
| 2 tháng 12 năm 2022  | 18:00 | Ghana    | 0 - 2           | Uruguay  | Bảng H      | 43.443   |
| 5 tháng 12 năm 2022  | 18:00 | Nhật Bản | 1–1 (1–3 ph.đ.) | Croatia  | Vòng 16 đội | 42.523   |

### Asian Cup 2023
Sân vận động Al Janoub được tổ chức 6 trận đấu tại Asian Cup 2023, bao gồm 4 trận đấu ở vòng bảng, 1 trận đấu ở vòng 16 đội và 1 trận tứ kết.
| Ngày                | Giờ   | Đội        | Kết quả        | Đội        | Vòng    | Khán giả |
| ------------------- | ----- | ---------- | -------------- | ---------- | ------- | -------- |
| 15 tháng 1 năm 2024 | 20:30 | Malaysia   | 0 - 4          | Jordan     | Bảng E  | 20.410   |
| 18 tháng 1 năm 2024 | 20:30 | Palestine  | 1 - 1          | UAE        | Bảng C  | 41.986   |
| 23 tháng 1 năm 2024 | 14:30 | Úc         | 1 - 1          | Uzbekistan | Bảng B  | 15.290   |
| 25 tháng 1 năm 2024 | 14:30 | Hàn Quốc   | 3 - 3          | Malaysia   | Bảng E  | 30.117   |
| 30 tháng 1 năm 2024 | 14:30 | Uzbekistan | 2 - 1          | Thái Lan   | Vòng 16 | 18.691   |
| 2 tháng 2 năm 2024  | 18:30 | Úc         | 1 - 2 (s.h.p.) | Hàn Quốc   | Tứ kết  | 39.632   |

### U-23 châu Á 2024
Sân được tổ chức 7 trận đấu tại Cúp U23 Châu Á 2024, bao gồm 6 trận đấu ở vòng bảng và 1 trận tứ kết.
| Ngày                | Giờ   | Đội        | Kết quả | Đội        | Vòng   | Khán giả |
| ------------------- | ----- | ---------- | ------- | ---------- | ------ | -------- |
| 16 tháng 4 năm 2024 | 18:30 | Iraq       | 0 - 2   | Thái Lan   | Bảng C | 854      |
| 17 tháng 4 năm 2024 | 18:30 | Việt Nam   | 3 - 1   | Kuwait     | Bảng D | 394      |
| 19 tháng 4 năm 2024 | 21:00 | Tajikistan | 2 - 4   | Iraq       | Bảng C | 4.273    |
| 20 tháng 4 năm 2024 | 18:30 | Kuwait     | 0 - 5   | Uzbekistan | Bảng D | 3.113    |
| 22 tháng 4 năm 2024 | 18:30 | Thái Lan   | 0 - 1   | Tajikistan | Bảng C | 1.498    |
| 23 tháng 4 năm 2024 | 18:30 | Kuwait     | 2 - 1   | Malaysia   | Bảng D | 3.064    |
| 26 tháng 4 năm 2024 | 20:30 | Iraq       | 1 - 0   | Việt Nam   | Tứ kết | 3.182    |